# McLaren 765LT
La McLaren 765LT  est une supercar du constructeur automobile britannique McLaren Automotive de la gamme des « Super Series », produite à 765 exemplaires à partir de 2020 et basée sur la McLaren 720S.

## Présentation

### Coupé
La McLaren 765LT est dévoilée le 3 mars 2020 à Woking au Royaume-Uni. Elle devait être présentée au salon international de l'automobile de Genève 2020 mais celui-ci a été annulé à cause de l'épidémie de coronavirus COVID-19.
La 765LT rejoint la 600LT dans la gamme des « Long Tail » (longue queue) du constructeur anglais.

### Spider
En juillet 2021, McLaren a dévoilé la version découvrable de la 765LT. Comme le coupé, elle est produite à 765 exemplaires

## Caractéristiques techniques
La 765LT repose sur la 720S, elle est allégée de 80 kg (1 229 kg à sec, 1 339 kg en charge) et mesure 57 mm de plus avec à l'arrière avec un spoiler plus important et un aileron actif.

### Motorisation

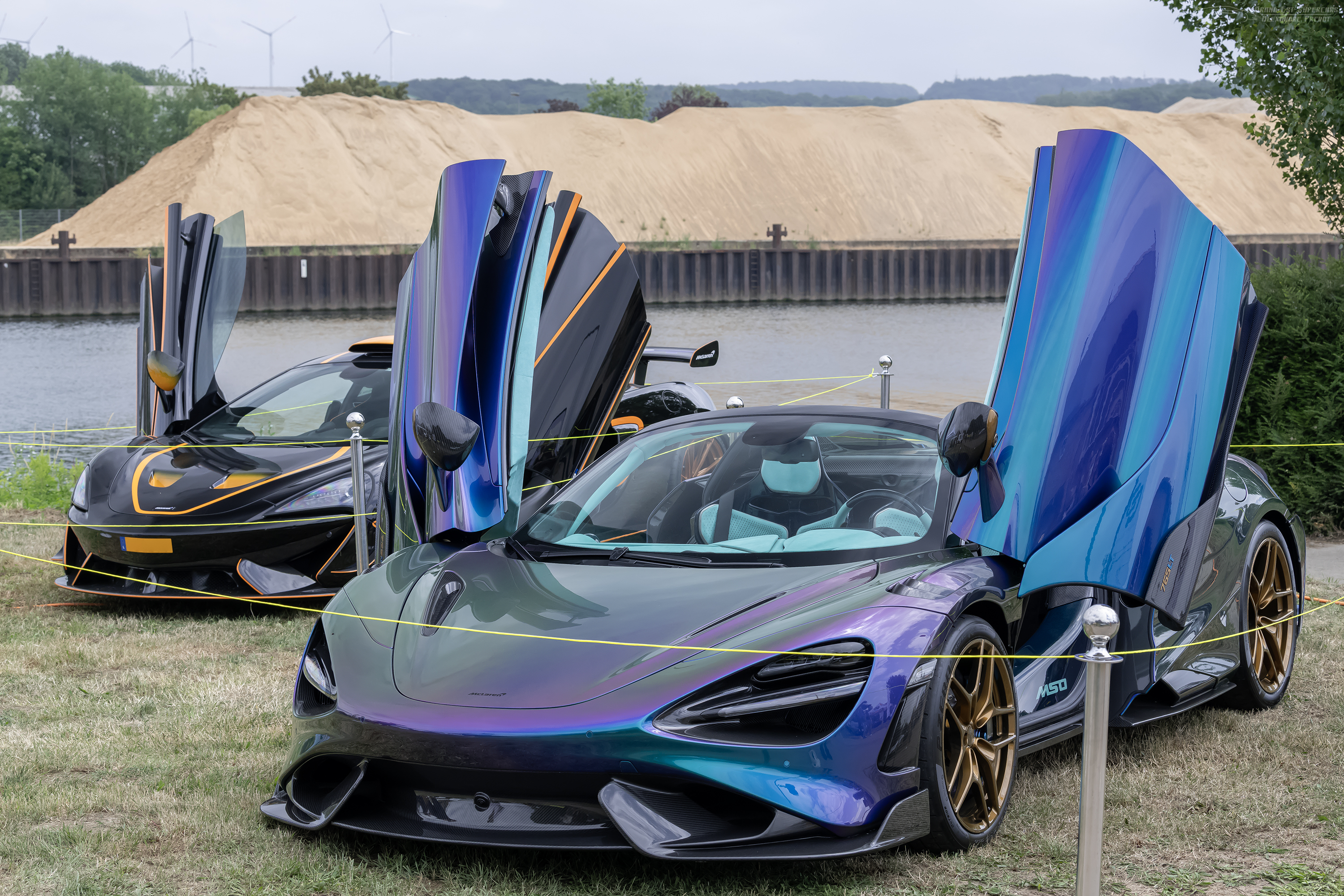
McLaren 765LT Spider.

Le moteur est le V8 maison dont la puissance est portée à 765 ch et le couple grimpe à 800 N m, soit quasiment les valeurs de l'un des plus puissants supercars de la marque, la McLaren Senna.
En 2021, aux États-Unis, un exemplaire modifié de McLaren 765LT devient la voiture la plus rapide du monde en abattant le 0 à 100 km/h en seulement 1,7 seconde.
| Logo de McLaren            | McLaren 765LT                           |
| Moteur                     | V8                                      |
| Admission                  | Bi-Turbocompressé                       |
| Cylindrée (cm3)            | 3 993                                   |
| Puissance maximale ch (kW) | 765                                     |
| au régime de (tr/min)      | 7 500                                   |
| Couple maximal (N m)       | 800                                     |
| au régime de (tr/min)      | 5 500                                   |
| Régime max                 | 8 200 tr/min                            |
| Boîte de vitesses          | Robotisée à double embrayage 7 rapports |
| Transmission               | Aux roues arrière (Propulsion)          |
| Vitesse maximale (km/h)    | 330                                     |
| 0-100 km/h (s)             | 2,7                                     |
| 0-200 km/h (s)             | 7,0                                     |
| 100-200 km/h (s)           | 4.3                                     |
| 0-300 (s)                  | 18                                      |
| 400 mètres (s)             | 9,4-10,1                                |
| Consommation (L/100 km)    | 13L/100                                 |
| Émissions de CO2 (en g/km) | 295 g/km                                |
| Masse à vide (kg)          | 1 229 à sec 1 339 avec fluides          |
| Capacité du réservoir (L)  | 72L                                     |
| Norme environnementale     | Euro 6                                  |